# Digimon Frontier: Kodai Digimon Fukkatsu!!
Série
Digimon Tamers: Bōsō Digimon Tokkyū Digital Monster X-Evolution
Pour plus de détails, voir Fiche technique et Distribution.
Digimon Frontier: Kodai Digimon Fukkatsu!! (デジモンフロンティア: 古代デジモン復活!!, Dejimon Furontia: Kodai Dejimon Fukkatsu!!, litt. Digimon Frontier: Retour du Digimon ancien) est un court-métrage d'animation réalisé par Takahiro Imamura, produit par Toei Animation, et sorti en 2002 au Japon. Septième film tiré de la franchise Digimon, il est lié à l'anime Digimon Frontier et n'a jamais été traduit en français.

## Synopsis
Takuya et ses compagnons se retrouvent sur une île au milieu d'une guerre civile entre Digimon humanoïdes et Digimon animaux, provoquée par un Digimon maléfique appelé Murmukusmon. Grâce à sa faculté de métamorphose, le Digimon s'est fait passer pour le chef des deux formations afin de libérer une ancienne entité maléfique — connue sous le nom d'Ornismon — que certains des premiers Guerriers Légendaires, AncientGreymon et AncientGarurumon, avaient vaincue dans le passé. Le groupe tente de rétablir la paix, mais il est trop tard et Ornismon est ramené à la vie. Cependant, ce dernier est bientôt vaincu à nouveau par AncientGreymon et AncientGarurumon, qui sont également revenus à la vie. Le film s'achève sur la paix entre les deux camps. 

## Production
Le film est réalisé par Takahiro Imamura de Toei Animation, tandis que Sukehiro Tomita et Tadayoshi Yamamuro de l'anime assurent respectivement le scénario et la direction de l'animation.

## Diffusion
Le film sort dans les salles de cinéma japonaises le 20 juillet 2002. Digimon Frontier: Kodai Digimon Fukkatsu!! sort en même temps que Massuru Ninjin Soudatsu! Choujin Dai Sensou et Gekitō! Kurasshugia Tābo Kaizabān no Chōsen, dans le cadre du Tōei Summer Anime Fair 2002.
Le film est diffusé le 27 novembre 2005 aux États-Unis en avant-première sur Jetix sous le titre Digimon Frontier: Island of Lost Digimon.